# Plegafulles ratllat
El plegafulles ratllat (Syndactyla subalaris) és una espècie d'ocell de la família dels furnàrids (Furnariidae).
Habita la selva pluvial de les muntanyes des de Costa Rica, Panamà, Colòmbia i oest de Veneçuela, cap al sud, a través dels Andes d'Equador fins l'est de Perú.